# Movimiento Bolivia Libre
El Movimiento Bolivia Libre (MBL) fue un partido político boliviano de centroizquierda fundado en la ciudad de La Paz el 15 de enero del año 1985 por Antonio Araníbar. El MBL surgió a raíz de una división del Movimiento de Izquierda Revolucionaria (MIR). Inicialmente se lo conoció como «MIR Bolivia Libre».
En las elecciones legislativas de 2002 el partido ganó, en alianza con el Movimiento Nacionalista Revolucionario (MNR), el 26,9% de los votos populares y 36 de los 130 escaños en la Cámara de Diputados de Bolivia y 11 de los 27 escaños en el Cámara de Senadores de Bolivia.